# Столыбино
Столыбино — деревня в Смоленском районе Смоленской области России. Входит в состав Козинского сельского поселения. Население — 42 жителя (2007 год).
Расположена в западной части области в 12 км к востоку от Смоленска, в 8 км южнее автодороги Р134 «Старая Смоленская дорога» Смоленск — Дорогобуж — Вязьма — Зубцов, на берегу реки Еровенька. В 6 км северо-западнее деревни расположена железнодорожная станция Духовская на линии Москва — Минск.
- Шоссе возле посёлка.

## История
В годы Великой Отечественной войны деревня была оккупирована гитлеровскими войсками в июле 1941 года, освобождена в сентябре 1943 года.